# アカハダノキ

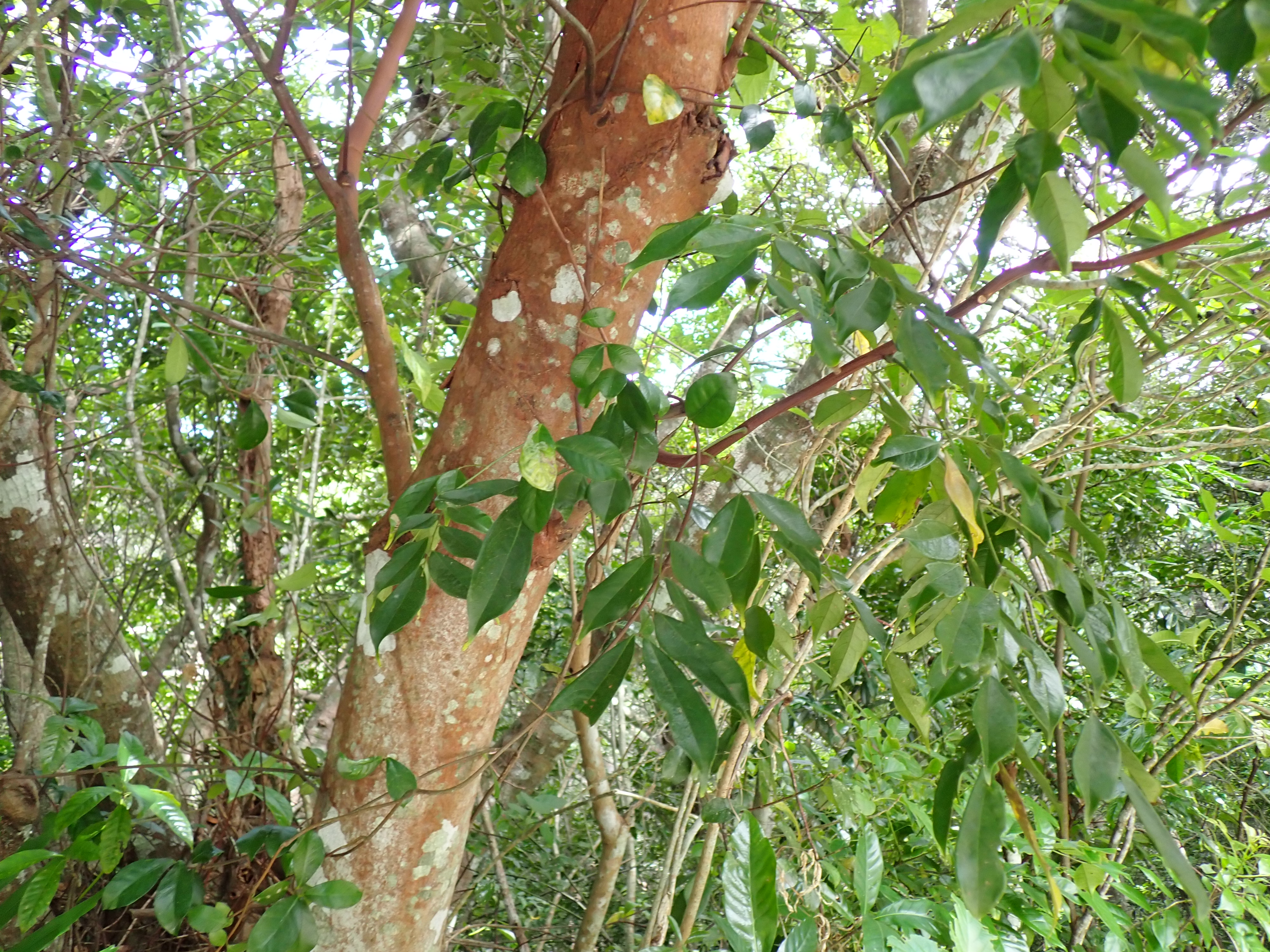
赤褐色の幹（2024年11月 沖縄県石垣市 バンナ公園）

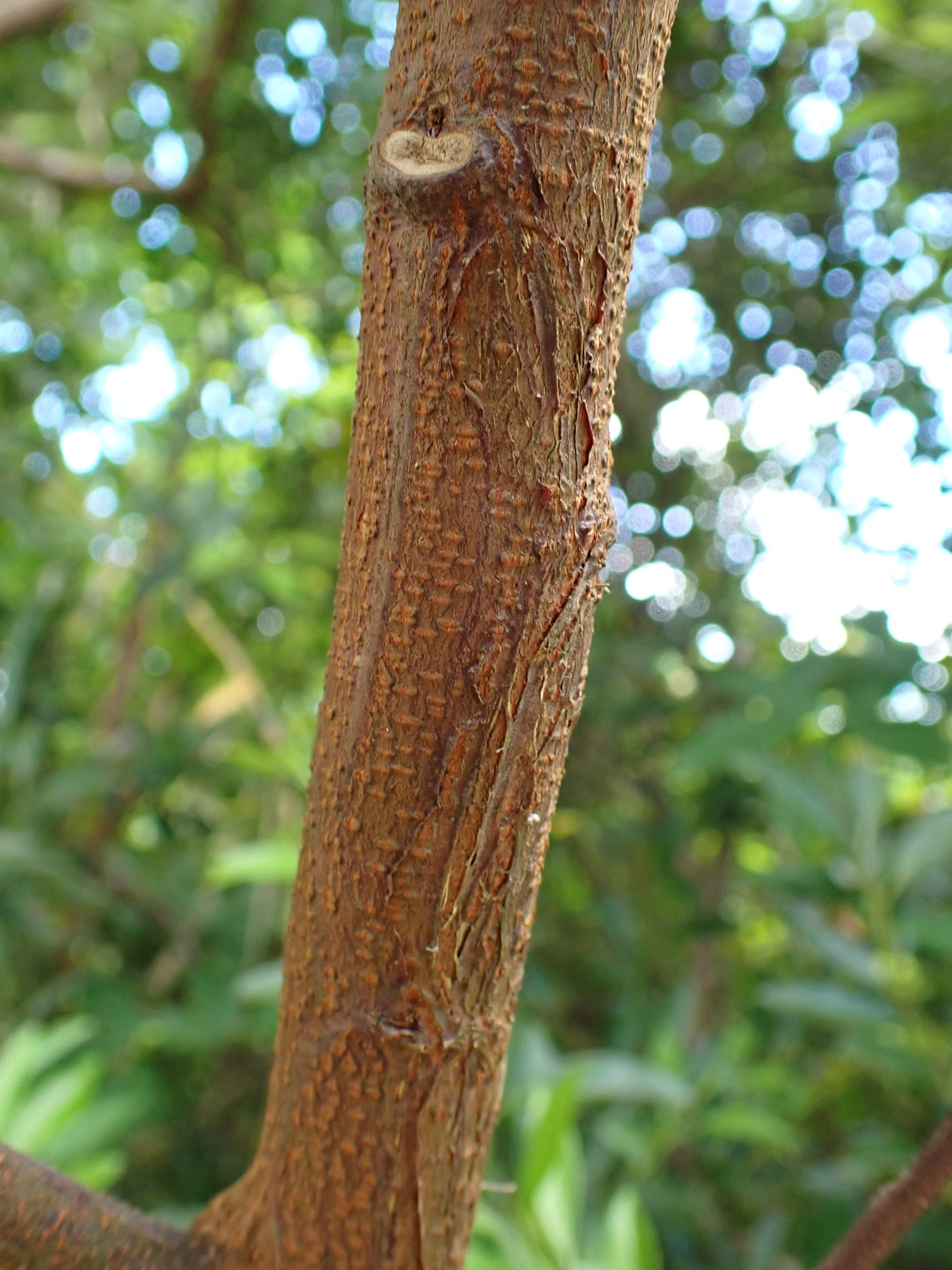
若樹の赤い幹（2025年7月 沖縄県石垣市野底）

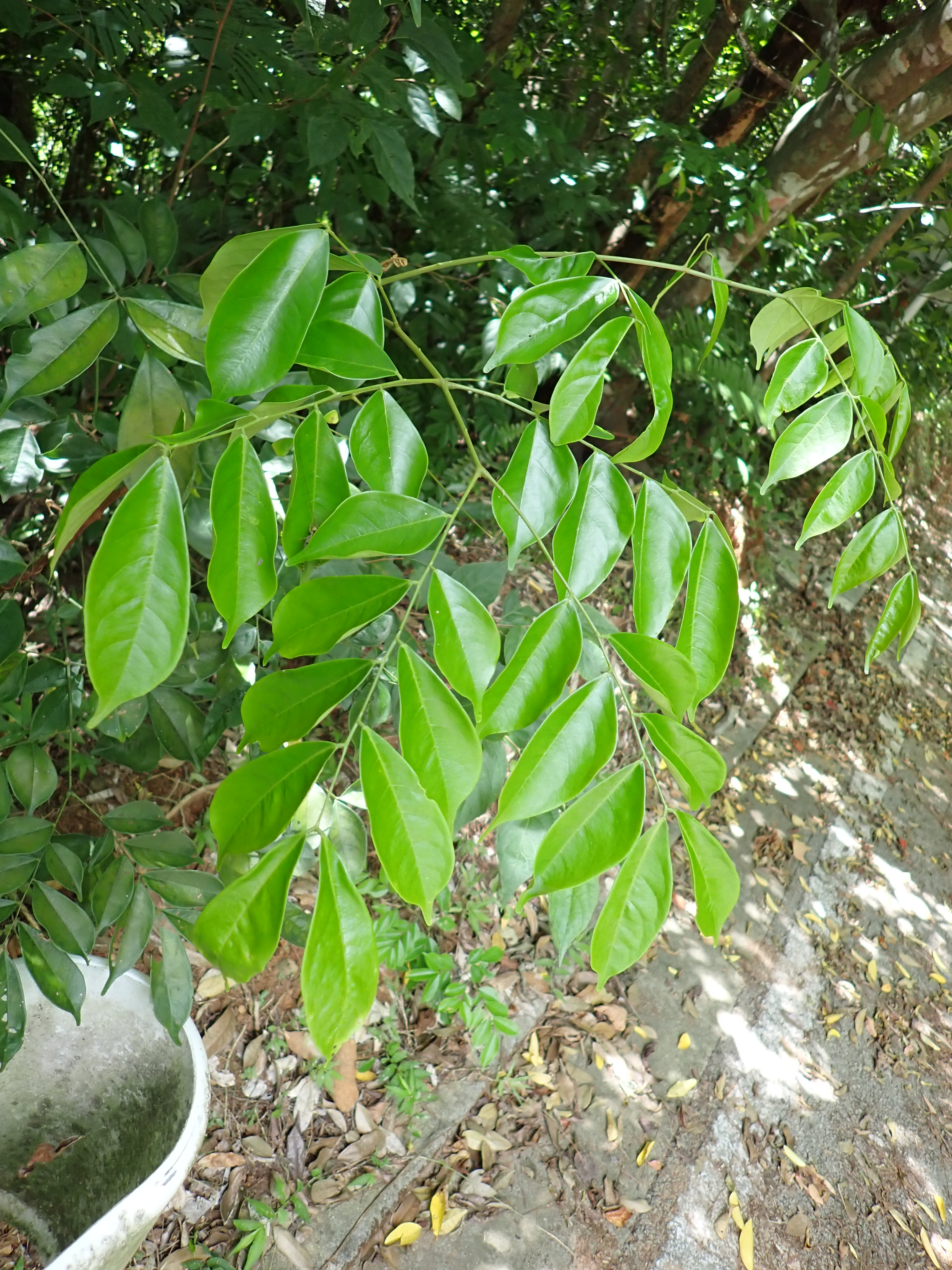
2回偶数羽状複葉の小葉は先端1対を除き互生する（2025年7月 沖縄県石垣市野底）

アカハダノキ（別名:タマザキゴウカン、学名:Archidendron lucidum）はマメ科アカハダノキ属の常緑高木。沖縄方言名ヤマヌバンは山火事の際に本種だけは焼け残ることから「山の番」とされる。

## 特徴
高さ5–10 m。和名の通り樹皮は赤褐色で、若葉や枝、花序に褐色の毛が密生する。葉は2回偶数羽状複葉（羽片2–3対、各羽片に4または6小葉をつける）が互生する。小葉は全縁の倒卵形で長さ5–10 cm、先がやや突き出る。小葉は先端１対を除いて互生することが多く、類似する形状の葉をつける樹木は他に無い。花は総状に集まった径2 cmほどの頭状花序につき、黄白色の雄しべが多数ある。開花期は初夏。豆果は扁平かつ螺旋状に巻いた特有の形状で、果皮は皮質で表面は赤褐色、裂開すると橙赤色の内面から青藍色の種子をぶら下げる。種子は長さ12–13 mm。

## 分布と生育環境
沖縄県石垣島および西表島に稀に分布し、山地林内に樹高1 mほどの幼木がみられる。海外では台湾、中国、インドシナ、タイに分布。

## 利用
材は赤褐色で堅く光沢があり、装飾材に良いとされる。